# ماریان کوزکی
ماریان کوزکی (انگلیسی: Marian Kozicki؛ زادهٔ ۵ آوریل ۱۹۴۱) سوارکار پرش اهل لهستان است.